# PPMフォロワーズ
PPMフォロワーズ（PPM Followers）は、1964年〜1967年に活動した日本のフォークグループ。

## メンバー
- 小室等 （ヴォーカル、ギター）
- 山岩爽子 （ヴォーカル）元フォーク・トレッカーズ（ヴィレッジ・シンガーズの前身）
- 小林雄二 （ヴォーカル、ギター）
- 吉田勝宣（ヴォーカル、ベース）元モダン・フォーク・カルテット

旧メンバー
- 依田由紀子 （ヴォーカル）
- 田辺勝治（ベース）

## 来歴
1962年（昭和37年）、FENから流れてきたPP&M（ピーター・ポール&マリー）の曲「レモン・トゥリー」を聞いた小室等が感銘を受け、1963年（昭和38年）に小室、小林、依田の3人で結成。翌1964年（昭和39年）田辺が加入後、ブリヂストン・ホールでリサイタルを開くが、まもなく解散。
1965年（昭和40年）、小室、小林と新たに加わった山岩、吉田の4人で再結成。同年、日本劇場で開かれた「フォーク・フェスティバル」に参加。1966年（昭和41年）に発売されたオムニバスLPに、当時としては異色のオリジナル曲（小室作）で参加。ふたたび活動を休止するが、1967年（昭和42年）にレコーディングのために再結集。唯一のアルバム「君はある日」を録音した。
解散後、小室と小林は六文銭に参加。山岩はキングから1968年（昭和43年）にソロデビューした。

## ディスコグラフィー

### アルバム
- オリジナル・フォーク 君はある日 (1967年9月・キング) - 横井弘作詞、小川寛興作曲による全12曲。1994年、キングから音楽市場シリーズの一枚としてCD化された。（品番:KICS-8009）

### オムニバス
- カレッジ・フォーク・フェスティバル (1966年6月・日本ビクター) 2曲収録「冬の日」「目を開けよう」